# Axel Gyllenkrok (1888–1946)
Axel Walfrid Carl Gyllenkrok, född 9 augusti 1888 i Karlskrona, död 7 augusti 1946 i Stockholm, var en svensk friherre och militär.

## Biografi
Gyllenkrok blev underlöjtnant i Armén 1908 vid Svea livgarde (I 1). År 1925 genomgick han en utbildning vid Flygspanarskolan på Malmen, och år 1927 hade han överförts till Flygvapnet. Han kom under åren 1926 till 1932 både utbilda sig inom flygtjänstgöring samt vara verksam som lärare vid Krigshögskolan. År 1932 tillträdde han som chef för Tredje flygkåren (F 3). År 1934 lämnade han Flygvapnet och återgick till Armén, och befordrades till major vid Livregementets grenadjärer (I 3). År 1936 befordrades han till överstelöjtnant, och tillträdde som tillförordnad sekundchef för Livregementets grenadjärer. Den 1 juli 1937 befordrades han åter igen, denna gång till överste och tillträdde som chef för Hallands regemente (I 16), där han var verksam under ett år, fram till sin uppmärksammade avgång den 1 juli 1938.
Han ansågs vara en duglig officer med höga ideal, stora ambitioner och erkännande som trupputbildare och instruktör, men var en komplicerad personlighet. Hans obalanserade  temperament parat med långsinthet och oresonlighet kom att negativt prägla hans yrkesgärning. Detta var även i kombination med en raljant, sarkastisk jargong och ett svavelosande språkbruk som stötte folk.. För sina medvetet nedlåtande offentliga provokationer blev han flera gånger ställd inför krigsrätt. Hans chefsperiod vid Hallands regemente blev kort, då han av löjtnant Nils Strömbom efter endast tre månaders tjänst, i september 1937, på nytt anmäldes till militieombudsmannen för en rad bryska tjänsteförseelser vid sitt nya regemente. Efter ännu en i pressen mycket uppmärksammad krigsrättsprocess dömdes Gyllenkrok till suspension och förlorade sin dåvarande position under två månader, bland annat för att ha "smädat, hotat och kränkt underlydande och tillrättavisat befäl inför trupp". Han överfördes därvid till reservstat.
Gyllenkrok ingick i den grupp som kallades Jungjuntan, och kom även att ingå i den så kallade Antingen-Eller-gruppen. Han var mycket aktiv som militärstrategisk debattör och ägnade tiden efter sin avgång från aktiv tjänst åt författarskap. Gyllenkrok invaldes som ledamot av Krigsvetenskapsakademien 1943. Han blev riddare av Svärdsorden 1929 och kommendör av andra klassen av samma orden 1942.
Axel Gyllenkrok var son till kommendören friherre Axel Gyllenkrok och Elin Frick.  Han var ogift. Han är gravsatt på Blädinge kyrkogård i Småland.